# Paul Lassenius Kramp
Paul Torben Lassenius Kramp (Copenhaga, 28 de janeiro de 1887 — Gentofte, 13 de julho de 1975) foi um biólogo marinho que se notabilizou pelos seus estudos sobre os cnidários, em especial por uma extensa e bem fundada monografia sobre as medusas. Diversos taxa marinhos receberam nomes científicos em sua honra.

## Epónimos
- Aequorea krampi Bouillon, 1984
- Amphinema krampi Russell, 1956
- Calycopsis krampi Petersen, 1957
- Convexella krampi (Madsen, 1956)
- Escharina krampi Marcus, 1938
- Eutima krampi Guo, Xu & Huang, 2008
- Krampella Russell, 1957
- Krampia Ditlevsen, 1921
- Mohnia krampi (Thorson, 1951)
- Ransonia krampi (Ranson, 1932)
- Tomopteris krampi Wesenberg-Lund, 1936